# Рогозьно (гміна)
Гміна Рогозьно (пол. Gmina Rogoźno) — місько-сільська гміна у північно-західній Польщі. Належить до Оборницького повіту Великопольського воєводства.
Станом на 31 грудня 2011 у гміні проживало 18237 осіб.

## Територія
Згідно з даними за 2007 рік площа гміни становила 217.95 км², у тому числі:
- орні землі: 63.00%
- ліси: 26.00%

Таким чином, площа гміни становить 30.58% площі повіту.

## Населення
Станом на 31 грудня 2011:
| Опис     | Загалом | Загалом | Чоловіки | Чоловіки | Жінки | Жінки |
| -------- | ------- | ------- | -------- | -------- | ----- | ----- |
| одиниця  | осіб    | %       | осіб     | %        | осіб  | %     |
| все      | 18237   | 100     | 9135     | 50.09    | 9102  | 49.91 |
| міське   | 11398   | 100     | 5586     | 49.01    | 5812  | 50.99 |
| сільське | 6839    | 100     | 3549     | 51.89    | 3290  | 48.11 |

## Сусідні гміни
Гміна Рогозьно межує з такими гмінами: Будзинь, Вонгровець, Мурована Госьліна, Оборники, Ричивул, Скокі.